# Abdij van Keizersberg

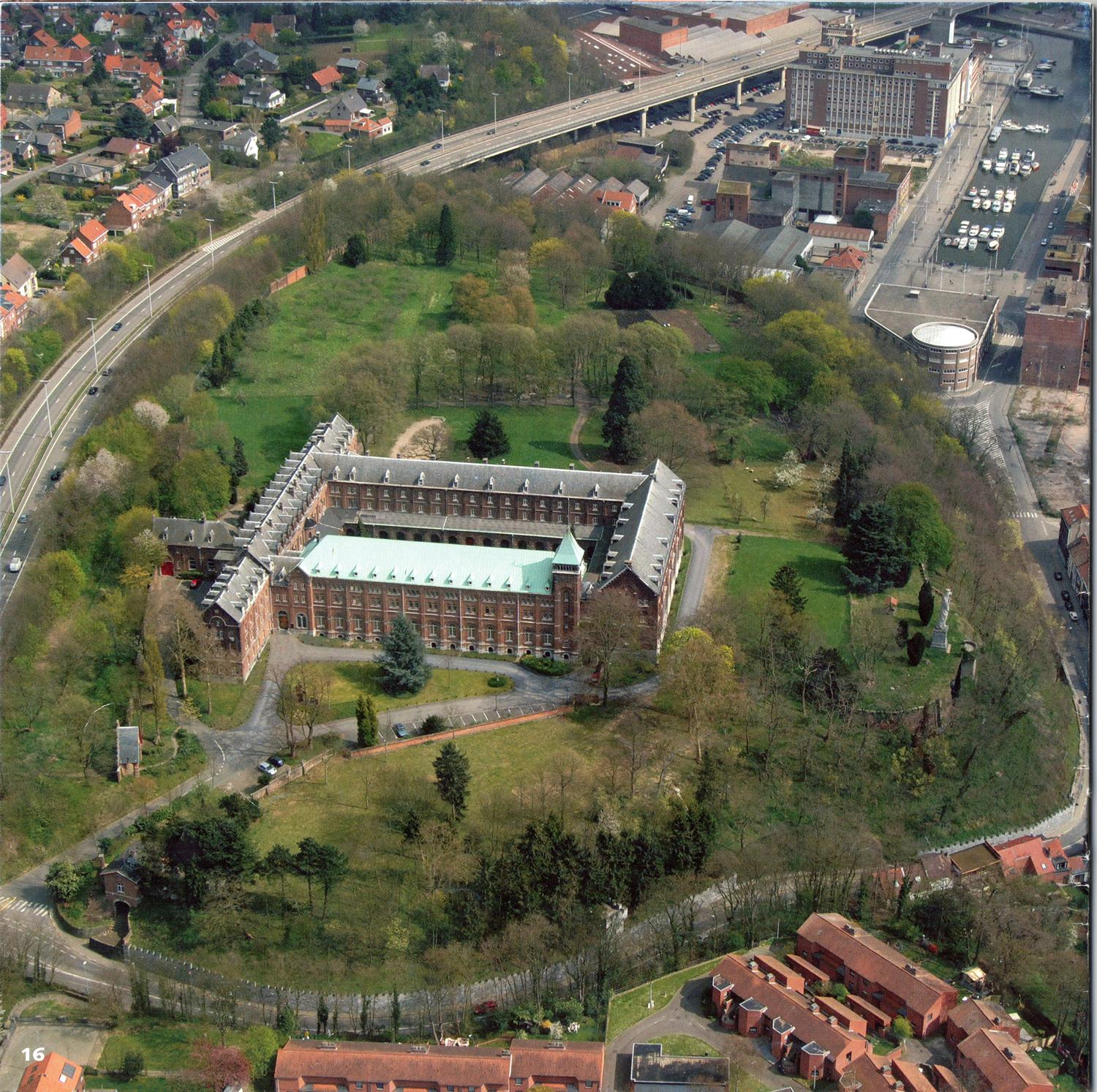
De abdij op de Keizersberg vanuit de lucht met daarachter de Wolvenberg

De Abdij Keizersberg was een klooster in Leuven, met monniken die behoorden tot de orde van de benedictijnen. 
De abdij is gebouwd op de Keizersberg. Onder de Leuvenaars is deze heuvel bekend als Boelenberg of Borgberch (burchtberg). In 2010 nam de stad Leuven het park rond de abdij in erfpacht en werd dit opengesteld voor het publiek. In 2023 werd de volledige site buiten het park in erfpacht gegeven aan Labora, een nieuwe organisatie, die grote delen van het gebouw een nieuwe bestemming gaf en terug opwaardeerde. Zo vind je er vernieuwde studentenkamers, praktijkruimtes, kunstateliers, een coworking, feest- en vergaderzalen.
Eind 2024 werd besloten om de gemeenschap tijdelijk te ontbinden.

## Geschiedenis van de heuvel

### Het kasteel
De Keizersberg ligt vlak bij de plaats waar de Voer in de Dijle uitmondt. Keizer Arnulf van Karinthië liet hier een versterking oprichten na de Slag bij Leuven van 891, met een overwinning van de Franken op de Vikingen.
Leuven was de eerste hoofdstad van het hertogdom Brabant. Op deze plek vestigden de hertogen van Brabant hun derde burcht.
Keizer Karel V verbleef er af en toe. In 1618 ontving men in de burcht humanisten die aan de Universiteit van Leuven doceerden. Ook studeerden hier Albrecht van Oostenrijk en Isabella van Spanje.
In 1782 beval keizer Jozef II de afbraak en verkoop van de inmiddels reeds vervallen burcht. De afbraak was zo grondig dat ook de funderingen van het kasteel werden verwijderd. Een muur en de 36 meter diepe waterput is alles wat er nog rest. Dit maakt zinvol archeologisch onderzoek naar het oude hertogelijke kasteel nagenoeg onmogelijk. Er bestaan wel nog afbeeldingen van de oude burcht.

### Onze-Lieve-Vrouwebeeld
"Maria, Koningin des Hemels" is de patrones van de abdij. Abt Robert de Kerchove liet daarom een Onze-Lieve-Vrouwebeeld vervaardigen door Benoît Van Uytvanck. Het Mariastandbeeld werd in 1906 geplaatst op de plek waar het de vroegere siervaas verving: op een uitzichtspunt over de stad, voor de achterliggende abdij, nabij de muurerker van de voormalige burcht. Op 30 juli werd het gewijd door kardinaal Mercier. Het standbeeld is gemaakt van Franse kalksteen, is bijna 10 meter hoog en staat op een sokkel van vijf meter hoog. 
Gedurende de Tweede Wereldoorlog verloor het beeld zijn hoofd, wat snel werd opgelost. In 2013 bezongen Niels Boutsen en Annelies-Isabelle Thanghe het beeld in het lied Maria.

### De commanderij
Aan de oostkant van Keizersberg, de Wolvenberg, bouwde graaf Godfried III van Leuven († 1190) in 1187 een verblijf voor de Tempeliers. Toen paus Clemens V deze orde in 1312 afschafte, gingen haar bezittingen over aan de hospitaalridders. Dat gebeurde ook zo in Leuven. Ofschoon de commanderij nog verder uitbreidde tijdens de 18e eeuw, werd als gevolg van de Franse Revolutie het complex in 1798 verkocht. De kerk werd afgebroken.

### De nieuwe abdij
In 1888 kregen monniken de toelating van de abdij van Maredsous om een studiehuis in te richten te Leuven. Het volgend jaar werden percelen op de Keizersberg aangekocht en in 1897 begon de bouw van de noordelijke vleugel. De eerste abt, Dom Robert de Kerchove, liet in het begin van de werking van de benedictijnenabdij nog restanten van de commanderij gebruiken. Dit gedeelte werd echter volledig verwoest tijdens een bombardement in mei 1944. 
In 1905 trad kunstschilder Gustave Van de Woestyne in deze abdij in. Hij bleef echter slechts enkele weken.

### Eerste Wereldoorlog
Na de Slag om Leuven van 1914 gaven de zegevierende Duitsers op 28 augustus van dat jaar het bevel om de abdij te vernietigen. Kolonel Gustav Reinbrecht weigerde het bevel uit te voeren. De volgende dag werd de binnenstad in brand gestoken, maar Keizersberg bleef gespaard. Reinbrecht sneuvelde enkele weken later.

### Hergebruik
Als gevolg van de erfpacht aan Stad Leuven werd het park van de abdij in 2010 geopend voor het publiek. De oude tramweg die langs de flanken van de helling van de Keizersberg in het oosten van het domein omhoog loopt, werd heraangelegd. Een fiets- en voetgangerslift in het parkeergebouw aan het Engels Plein, evenals een brede trappenpartij met terrassen werden aangelegd om zo de toegang tot het park vanuit het stadscentrum toe te laten.
In 2023 werd de abdij zelf in erfpacht gegeven aan Labora die de abdij terug een bestemming geeft en renoveert. De organisatie biedt een hele mix aan functies: studentenkamers, kunstateliers, praktijkruimtes voor gezondsheidszorg, een coworking en congres- en vergaderzalen. Om de restauratie van de daken te financieren, waarvoor Stad Leuven een miljoen euro subsidie verstrekte, kreeg de stad ook toegang tot een aantal ruimtes van de abdij, met name de kapittelzaal, de refter en een aantal vergaderruimtes, die de stad tegen een verlaagd tarief ter beschikking zou stellen aan Leuvense verenigingen.

### Ontbinding
Eind 2024 nam de wereldwijde leider van de benedictijnen, Jeremias Schröder, het besluit de gemeenschap van de Keizersberg te ontbinden; dit na een melding van seksueel misbruik en een van toxisch leiderschap.

## Lijst van de abten
1. Robert de Kerchove (1899 - 1928)
2. Bernard Capelle (1928 - 1952)
3. Rombout Van Doren (1952 - 1968)

Dom Ambroos Verheul aangesteld als prior van de abdij. Abt-visitator Filips De Cloedt wordt tijdelijk abt-administrator (1968-1970). Dit paste bij de vernederlandsing van de abdij. Met het vertrek uit Leuven van de Franstalige afdeling van de Katholieke Universiteit Leuven was een eentalig-Franstalig klooster (met Franse missen) onhoudbaar geworden. Ambroos Verheul wordt prior-administrator benoemd tussen 1970 en 1974

4. Dom Ambroos Verheul (1974 - 1991)

Dom Livien Bauwens aangesteld tot prior-administrator tussen 1991 en 1993.
5. Kris Op de Beeck (1993 - 2017)

Dom Dirk Hanssens werd aangesteld tot prior-administrator tussen 2018 en 2025.

## Abdijbier Keizersberg
Voor zover men kan nagaan werd op Keizersberg nooit bier gebrouwen. In de jaren negentig van de 20e eeuw werd niettemin door de abdij toelating verleend om het Abdijbier Keizersberg op de markt te brengen. Er werd evenwel overeengekomen om dit bier niet te promoten en enkel regionaal te verkopen.

## Afbeeldingen

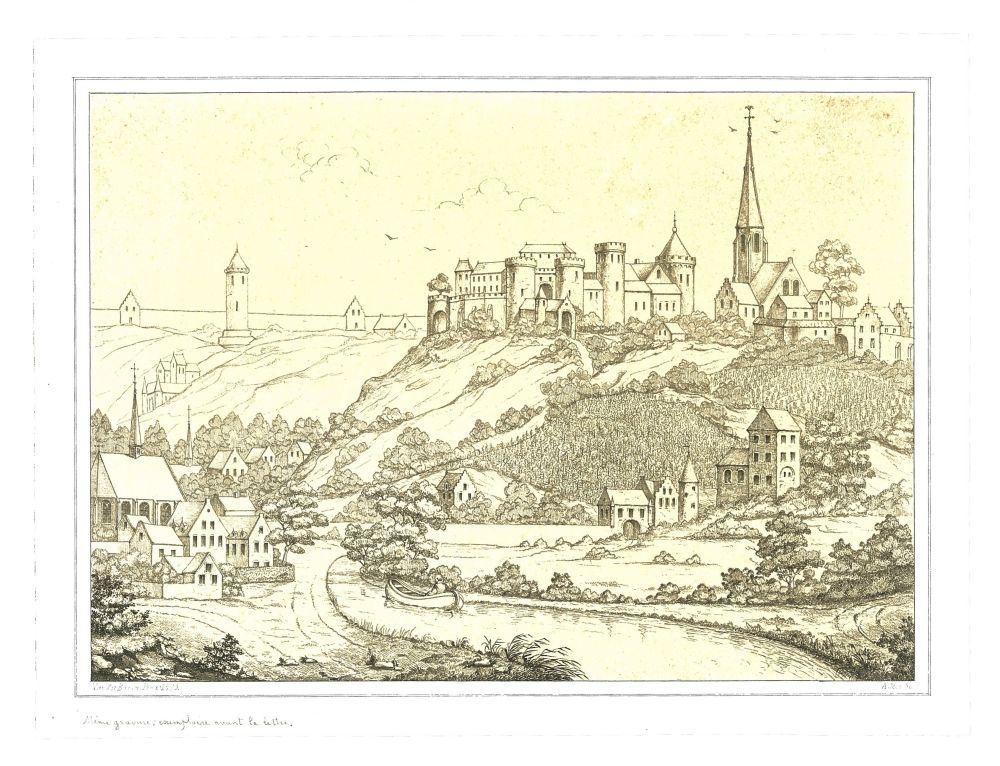
De  Burcht in 1595, gezien van binnen de stadsmuur
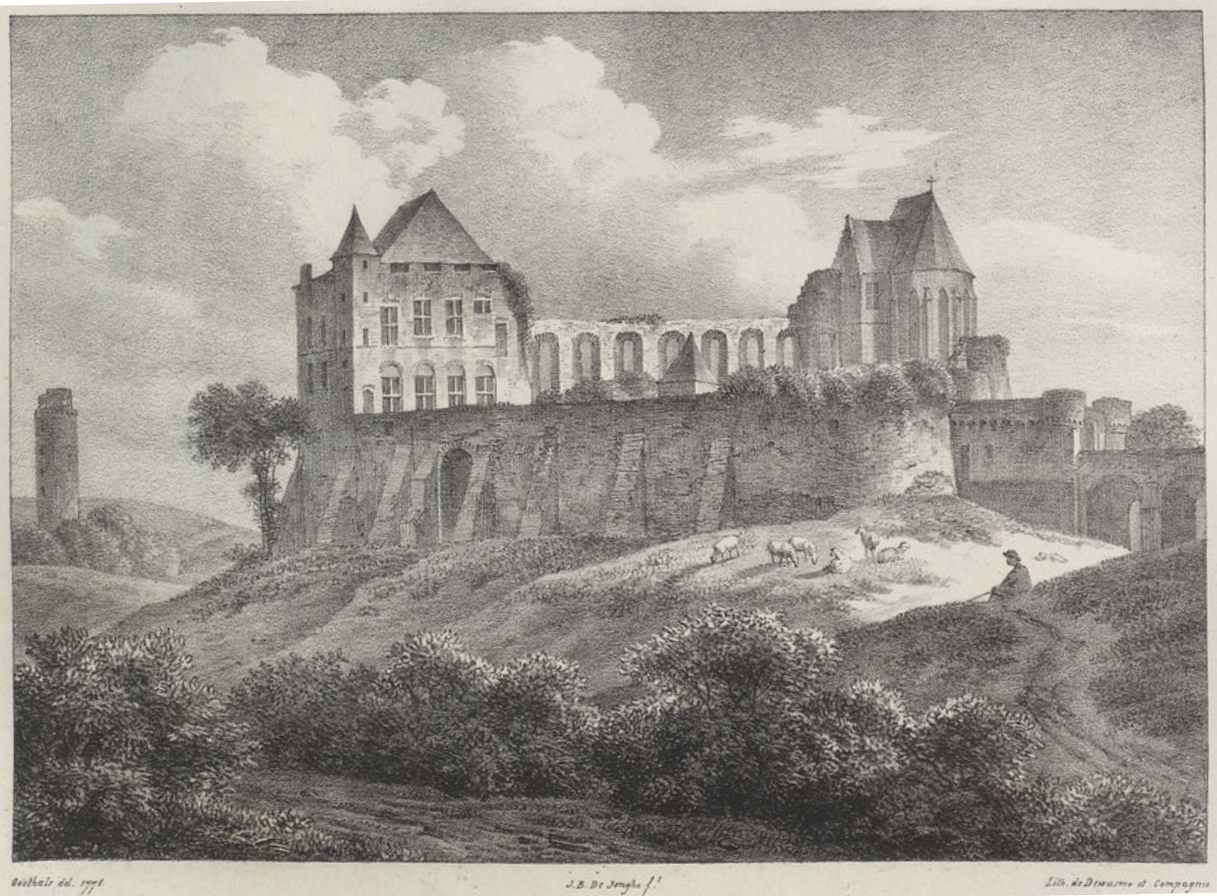
Keizersberg in 1778
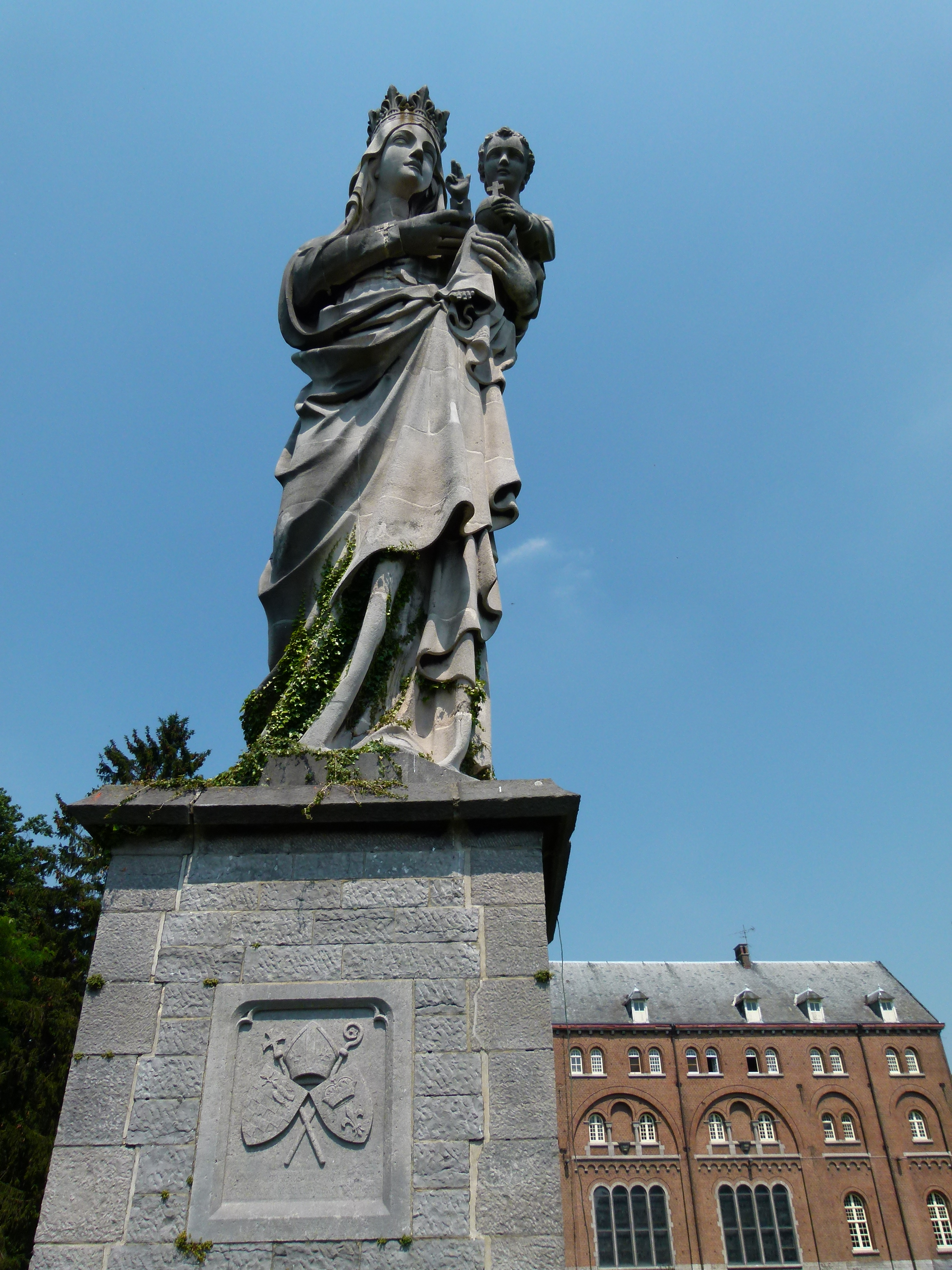
Mariabeeld aan de Abdij van Keizersberg
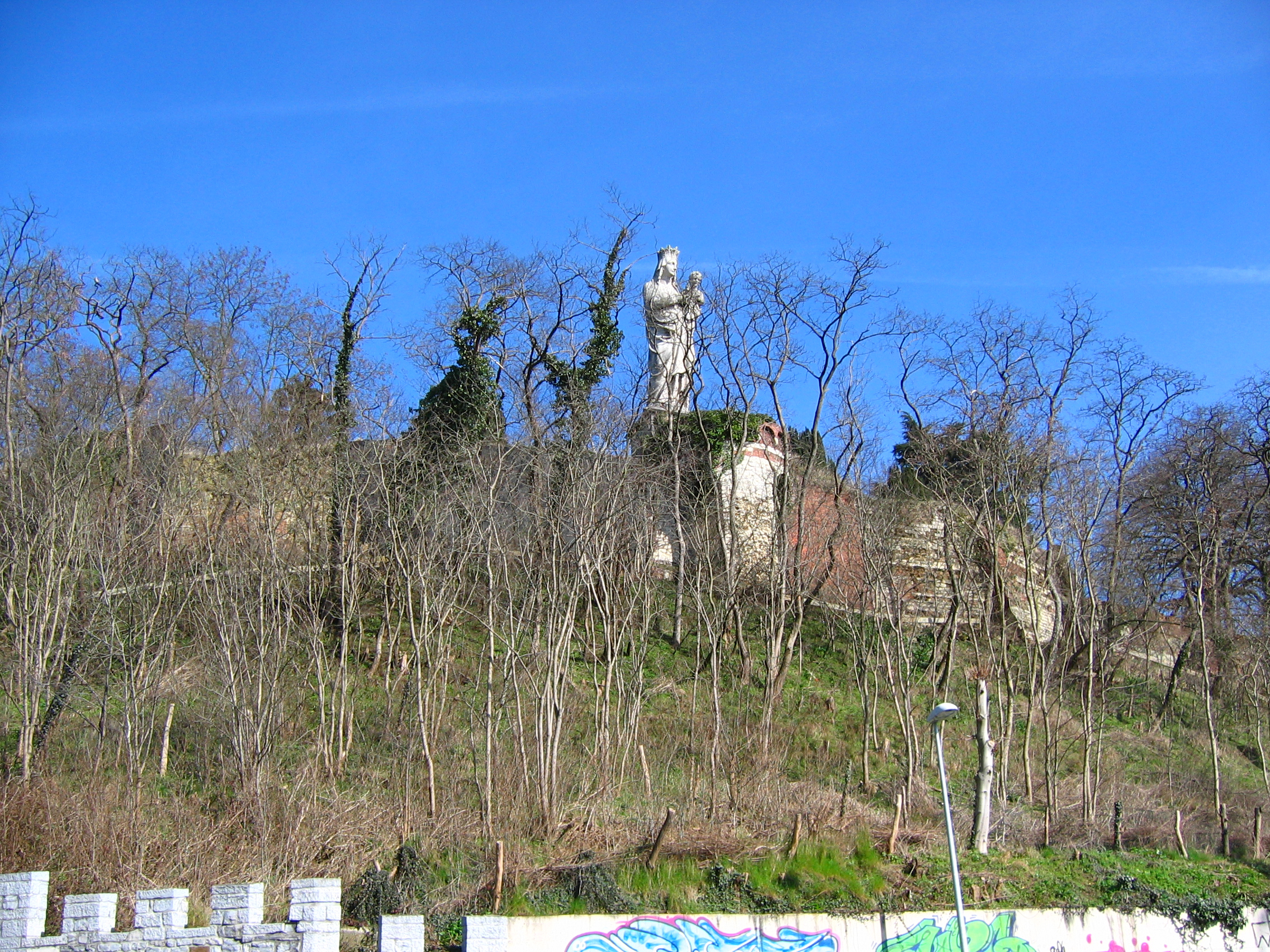
Standbeeld van Maria op de Keizersberg